# Brunei FA Cup 2016
Der Brunei FA Cup 2016, auch bekannt als  DST FA Cup,  war die 10. Saison eines Ko-Fußballwettbewerbs in Brunei. Das Turnier wurde vom National Football Association of Brunei Darussalam organisiert. Es begann mit der ersten Runde am 7. Oktober 2016 und endete mit dem Finale am 23. Dezember 2016. Titelverteidiger war der MS ABDB.

## Teilnehmer
| Brunei Super League | Brunei Premier League | Andere Mannschaften                                                                                    |
| - Lun Bawang FC - Najip I-Team - Jerudong FC - MS PDB - MS ABDB - Kota Ranger FC - Wijaya FC - Indera SC - Tabuan U21 - Kasuka FC | - IKLS FC - Setia Perdana FC - Tabuan U17 - BSRC FT - Rimba Star FC - Mengait FC - Al-Idrus Junior FT - Panchor Murai FC - Kilanas FC - Besa FC | - FC Phosphor - Pandan FA - Dagang FT - Bentara United - DSP United - Telbru FT - Pandan XIV - Hawa FT |

## 1. Runde
| Datum           |             | Ergebnis |                |
| --------------- | ----------- | -------- | -------------- |
| 7. Oktober 2016 | FC Phosphor | 5:1      | Pandan FA      |
| 7. Oktober 2016 | Dagang FT   | 7:1      | Bentara United |
| 9. Oktober 2016 | DSP United  | 2:0      | Telbru FT      |
| 9. Oktober 2016 | Pandan XIV  | 1:3      | Hawa FT        |

## 2. Runde
| Datum            |             | Ergebnis |           |
| ---------------- | ----------- | -------- | --------- |
| 14. Oktober 2016 | FC Phosphor | 2:0      | Dagang FT |
| 14. Oktober 2016 | DSP United  | 5:1      | Hawa FT   |

## 3. Runde
| Datum            |                    | Ergebnis |                  |
| ---------------- | ------------------ | -------- | ---------------- |
| 16. Oktober 2016 | Tabuan U17         | 2:1      | BSRC FT          |
| 16. Oktober 2016 | Rimba Star FC      | 0:2      | Mengait FC       |
| 21. Oktober 2016 | IKLS FC            | 4:1      | FC Phosphor      |
| 21. Oktober 2016 | Setia Perdana FC   | 2:1      | DSP United       |
| 23. Oktober 2016 | Al-Idrus Junior FT | 7:0      | Panchor Murai FC |
| 23. Oktober 2016 | Kilanas FC         | 2:1      | Besa FC          |

## Achtelfinale
| Datum             |                | Ergebnis  |                    |
| ----------------- | -------------- | --------- | ------------------ |
| 18. November 2016 | Najip I-Team   | 2:1       | Setia Perdana FC   |
| 18. November 2016 | Jerudong FC    | 1:4       | Tabuan U17         |
| 18. November 2016 | Wijaya FC      | 1:5       | Indera SC          |
| 19. November 2016 | MS PDB         | 3:2       | Mengait FC         |
| 20. November 2016 | Lun Bawang FC  | 3:4 n. V. | IKLS FC            |
| 20. November 2016 | Kota Ranger FC | 4:1       | Kilanas FC         |
| 20. November 2016 | Tabuan U21     | 1:3 n. V. | Kasuka FC          |
| 23. November 2016 | MS ABDB        | 3:2 n. V. | Al-Idrus Junior FT |

## Viertelfinale
| Datum             |            | Ergebnis |                |
| ----------------- | ---------- | -------- | -------------- |
| 25. November 2016 | IKLS FC    | 2:3      | Najip I-Team   |
| 25. November 2016 | Tabuan U17 | 1:0      | MS PDB         |
| 27. November 2016 | MS ABDB    | 1:0      | Kota Ranger FC |
| 27. November 2016 | Indera SC  | 3:1      | Kasuka FC      |

## Halbfinale
| Datum             |              | Ergebnis |            |
| ----------------- | ------------ | -------- | ---------- |
| 16. Dezember 2016 | Najip I-Team | 2:1      | Tabuan U17 |
| 16. Dezember 2016 | MS ABDB      | 1:0      | Indera SC  |

## Finale
| Datum             |         | Ergebnis |              |
| ----------------- | ------- | -------- | ------------ |
| 23. Dezember 2016 | MS ABDB | 1:0      | Najip I-Team |

| Sieger Brunei FA Cup 2016 |
| MS ABDB                   |